# ناو کلاس نوارا
کروزر کلاس نووارا (به انگلیسی: Novara-class cruiser) یک کلاس از کشتی است که طول آن ۱۳۰٫۶۴ متر (۴۲۸٫۶ فوت) می‌باشد.